# Jackson Kiprop
Jackson Kiprop (ur. 20 października 1986) – ugandyjski lekkoatleta specjalizujący się w biegach długodystansowych.
Rekordy życiowe: maraton – 2:09:32 (20 stycznia 2013, Mumbaj); półmaraton – 1:02:05 (6 października 2012, Kawarna).

## Osiągnięcia
| Rok  | Impreza                           | Miejsce        | Konkurencja | Lokata      | Wynik   |
| ---- | --------------------------------- | -------------- | ----------- | ----------- | ------- |
| 2009 | Mistrzostwa świata w półmaratonie | Birmingham     | półmaraton  | 33. miejsce | 1:03:31 |
| 2012 | Mistrzostwa świata w półmaratonie | Kawarna        | półmaraton  | 7. miejsce  | 1:02:05 |
| 2013 | Mistrzostwa świata                | Moskwa         | maraton     | 10. miejsce | 2:12:12 |
| 2015 | Mistrzostwa świata                | Pekin          | maraton     | 10. miejsce | 2:15:16 |
| 2016 | Igrzyska olimpijskie              | Rio de Janeiro | maraton     | 80. miejsce | 2:22:09 |
| 2022 | Mistrzostwa świata                | Eugene         | maraton     | 33. miejsce | 2:12:14 |